# Leka-groep

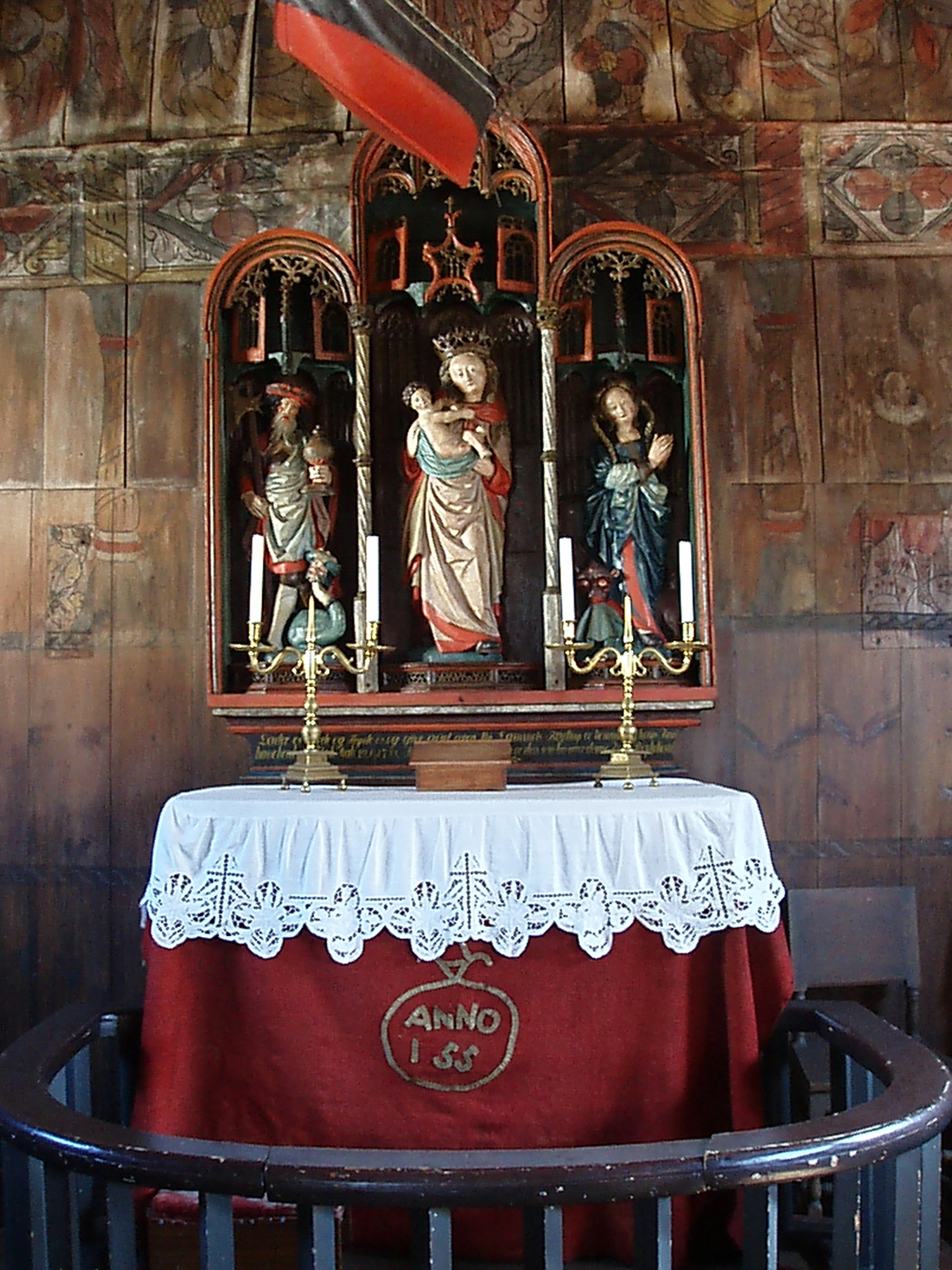
Altaarstuk in de Staafkerk van Grip te Noorwegen

De Leka-groep is een verzamelnaam voor vijf laat-middeleeuwse altaarretabels die zich langs de west- en noordkust van Noorwegen bevinden. Waarschijnlijk zijn ze in de eerste kwart van de zestiende eeuw gemaakt in de werkplaats van de anonieme Meester van de Utrechtse Stenen Vrouwenkop. De stukken bevinden zich momenteel in de dorpskerken van Ørsta, Grip, Leka, Hadsel en Røst.

## Stichting
Een hardnekkige legende schrijft de stichting van deze retabels toe aan Isabella van Habsburg. Zij werd in 1514 door haar grootvader keizer Maximiliaan I uitgehuwelijkt aan koning Christiaan II van Noorwegen en Denemarken. Onderweg naar haar bruiloft in Kopenhagen werd het gezelschap op de Noordzee overvallen door een vreselijke storm. Isabella zou bij deze gelegenheid hebben beloofd dat, wanneer het gezelschap veilig aan zou komen, zij vijf altaarstukken zou schenken aan haar nieuwe vaderland. Aartsbisschop Erik Valkendorf van Nidaros, het huidige Trondheim, zou haar belofte in ontvangst hebben genomen en tot uitvoer hebben gebracht.
Er zijn echter geen harde bewijzen dat deze stichtingslegende op de waarheid berust. Veeleer zijn de retabels in de vroege zestiende eeuw via de stokvishandel tussen Noorwegen en de Noordelijke Nederlanden in de respectieve dorpen beland die allen, met uitzondering van Ørsta, in de productie en transportregio's voor stokvis en klipvis liggen.